# Чепино (Украина)
Чепино (укр. Чепине) — село,
Новониколаевский поселковый совет,
Верхнеднепровский район,
Днепропетровская область,
Украина.
Код КОАТУУ — 1221055803. Население по переписи 2001 года составляло 59 человек.

## Географическое положение
Село Чепино находится на расстоянии в 0,5 км от села Братское и
в 1,5 км от пгт Новониколаевка и села Чкаловка.
По селу протекает пересыхающий ручей с запрудой.
Рядом проходят автомобильная дорога Т-0429 и
железная дорога, станция Новониколаевка в 2-х км.